# Komiklub
Komiklub era un fanzine que se publicaba en Durango (Vizcaya). Fue editado desde 1994 hasta el 2001 por el colectivo homónimo.
El fanzine salió a la luz en formato DIN A4 con portada de imprenta y las demás páginas fotocopiadas.
Este sistema de fotocopias se siguió utilizando hasta el n.º 9, que ya se tiró en imprenta.
Su periodicidad fue semestral. También se publicaron otros subproductos más específicos destinados esencialmente al sabotaje de eventos puntuales: elecciones, feria del libro, fiestas del pueblo…
El colectivo Komiklub, en la primera época, también intentó contribuir a la divulgación de la noble y poco considerada actividad de la tira ilustrada o tebeo, organizando semanas del cómic o colaborando en publicaciones locales y exposiciones.
A lo largo de estos años, el colectivo Komiklub publicó 13 números; los ocho primeros se tiraron en fotocopias, y los cinco 
últimos en imprenta.
El mes de junio del año 1994 apareció el N.º 0 del fanzine KOMIKLUB. El fanzine contaba con 46 páginas, portada y contraportada incluidas, en blanco y negro. 
Participaron en la publicación de este primer número Deme e Iñai Rodríguez, Alex Olabarri, Carlos Murua, Angel Gallo, Xabier Etxeita, Gorka Odriozola, Ivan Muñoz, Jon roman, Isma Iglesias y Carlos Alonso.
Por Navidad de ese mismo año, vio la luz el n.º 1 o lo que es el segundo fanzine Komiklub. En este número se publicaban los trabajos participantes en el primer y último concurso de Cómics organizado por Komiklub. Los ganadores fueron Fernan San Vicente y Piedad Ortiz; los otros dos Kike Alaña y Asier Mendoza, por su nivel merecieron el honor de ver sus trabajos impresos. Asimismo, en este segundo número, se unieron aL GRUPO Dario San Emeterio y Anartz Aranguena.
La acogida por parte de la gente aficionada al mundo de los cómics fue buena; sorprendió el eco que tuvo la iniciativa fuera de Durango.
- Datos: Q5960393